# Kommissarie Hautalehto
Kommissarie Hautalehto (finska: Hautalehto) är en finsk thriller- och kriminaldramaserie. Serien är regisserad av Petri Kotwica efter ett manus skrivet av Veli-Pekka Hänninen. Serien är baserad på Christian Rönnbackas deckarromaner. Första säsongen, med underrubriken Iskall omfamning (finska: Kylmä syli), hade premiär i Finland den 9 december 2021. Den andra säsongen, med underrubriken Byggnad 31(finska: Rakennus 31), hade premiär den 15 februari 2024.

## Handling
Serien kretsar kring kriminalkommissarie Antti Hautalehto som ställs inför komplicerade fall i den finska staden Borgå.

## Rollista (i urval)
- Mikko Leppilampi - Antti Hautalehto
- Onni Parviainen - Tero Lindfors
- Iikka Forss - Simon Kangas
- Antti Reini - Tarmo Lindfors
- Teijo Eloranta - Karl Berglund
- Oona Airola - Jonna Holm
- Marja Salo -Leena Karhimo
- Inka Kallén - Laura Hautalehto